# 쥐반디쿠트
쥐반디쿠트(Microperoryctes murina)는 반디쿠트과에 속하는 유대류의 일종이다. 서뉴기니와 인도네시아에서 서식한다. 자연 서식지는 아열대 또는 열대 기후 지역의 건조한 숲이다.